# Dorfsee (Wollin)
Der Dorfsee ist ein See bei Wollin im Landkreis Vorpommern-Greifswald in Mecklenburg-Vorpommern.
Das etwa 13 Hektar große Gewässer befindet sich im Gemeindegebiet von Penkun, wobei sich der Ort Wollin am südlichen Ufer befindet. Der See hat keine natürlichen Ab- oder Zuflüsse. Die maximale Ausdehnung des Dorfsees beträgt etwa 600 mal 295 Meter.
Im Jahre 2008 wurde das Gewässer durch das Statistische Amt für Umwelt und Natur Ueckermünde als polytroph eingestuft.